# 森恒夫 (経済学者)
森 恒夫（もり つねお、1930年8月3日 - ）は、日本の財政学者。

## 経歴・人物
滋賀県近江八幡市に生まれる。福岡県中学修猷館、旧制福岡高等学校(文科丙類)を経て、1953年東京大学経済学部卒業。
1958年東京大学経済学部大学院(研究奨学生)を修了し、同学部助手となる。
1961年甲南大学経済学部非常勤講師となり、1963年講師、1964年助教授を経て、1969年教授に就任する。
甲南大学において、1975年から1976年まで経済学部長、1983年から1986年まで常務理事、1985年から1988年まで学長を務める。
2007年瑞宝中綬章受章。

## 著書
- 『フランス資本主義と租税』 東京大学出版会、1967年
- 『現代アメリカ財政論―その史的解明』 日本評論社、1979年
- 『現代財政論』 中央経済社、1982年
- 『現代日本型公企業の軌跡―公益と私益の対立と融合』 ミネルヴァ書房、1992年